# Lurdes Oliveira
Lurdes Oliveira (* 6. März 2004) ist eine portugiesische Leichtathletin, die sich auf den Sprint spezialisiert hat. Sie tritt für den Verein Sporting Lissabon an.
Ihre jüngere Schwester Margarida Oliveira ist ebenfalls Leichtathletin.

## Sportliche Laufbahn
Erstmals bei einer internationalen Meisterschaft trat Lurdes Oliveira bei den Ibero-Amerikanischen Meisterschaften 2024 im brasilianischen Cuiabá an und schied dort mit 24,55 s in der ersten Runde im 200-Meter-Lauf aus. Anschließend startete sie mit der portugiesischen 4-mal-100-Meter-Staffel bei den Europameisterschaften in Rom und verpasste dort mit 43,85 s den Finaleinzug. Im Jahr darauf schied sie bei den U23-Europameisterschaften in Bergen mit 24,69 s in der Vorrunde über 200 Meter aus und belegte mit der Staffel in 44,62 s den sechsten Platz. Mit der 4-mal-100-Meter-Staffel stellte sie dort mit 44,21 s einen neuen portugiesischen Rekord auf, wenngleich die vier damit nur 5. wurden.
2023 wurde Oliveira portugiesische Meisterin in der 4-mal-100-Meter-Staffel.

## Persönliche Bestzeiten
- 100 Meter 11,17 s (+0,6 m/s), 21. Mai 2023 in Lissabon
  - 60 Meter (Halle): 7,17 s, 3. März 2023 in Istanbul (portugiesischer Rekord)
- 200 Meter: 23,05 s (+1,7 m/s), 13. Mai 2023 in Nairobi